# Louis Pouzin
Louis Pouzin (ur. w 1931 w Chantenay-Saint-Imbert, Nièvre) – francuski informatyk, twórca pierwszej sieci opartej na zasadzie przełączania pakietów, Cyclades. Opracował także pierwsze wersje interfejsu wiersza poleceń.
Prace Pouzina były szeroko wykorzystywane przez Vintona Cerfa w jego pracach nad rozwojem Internetu i TCP/IP.
Uczestnicząc w projekcie Compatible Time Sharing System, Pouzin napisał w pierwszej połowie lat 60. program RUNCOM, który był bezpośrednim przodkiem interfejsu wiersza poleceń i skryptów shellowych. Pouzin wprowadził de facto pojęcie shell dla języka poleceń używanego w systemie Multics.
19 marca 2003 Louis Pouzin został uhonorowany francuskim odznaczeniem Legii Honorowej.
18 marca 2013 r., Pouzin został nagrodzony, jako jeden z pięciu pionierów internetu, pierwszą nagrodą Królowej Elżbiety dla inżynierów (Queen Elizabeth Prize for Engineering) – pozostali laureaci to Robert Kahn, Vinton Cerf, Tim Berners-Lee i Mark Andreessen. 